# Agińsko-Buriacki Okręg Autonomiczny

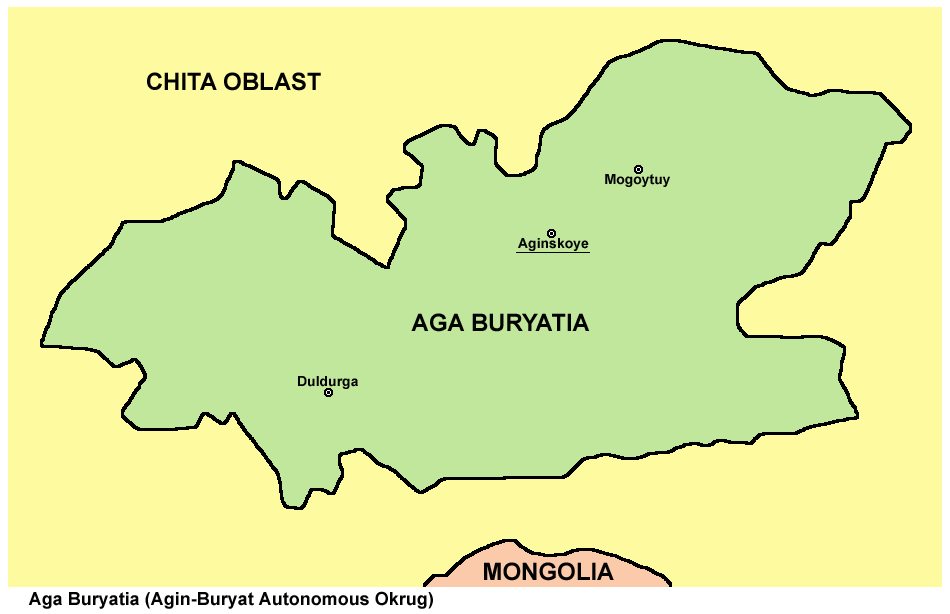

Agińsko-Buriacki Okręg Autonomiczny (ros. Агинский-Бурятский автономный округ, Aginskij-Buriatskij awtonomnyj okrug) – do 29 lutego 2008 r. jednostka terytorialna Federacji Rosyjskiej położona na kontynencie azjatyckim.

## Historia
Okręg powstał 26 września 1937 jako Agiński Buriat-Mongolski Okręg Narodowościowy (ros. Агинский Бурят-Монгольский национальный округ) wchodzący w skład obwodu czytyjskiego. W 1958 zmieniono jego nazwę na Agińsko-Buriacki Okręg Narodowościowy (ros. Агинский Бурятский национальный округ), a w 1977, po przekształceniu wszystkich okręgów narodowościowych w ZSRR na okręgi autonomiczne, zmieniono jego nazwę na Agińsko-Buriacki Okręg Autonomiczny. Po rozpadzie ZSRR w 1991, okręg stał się podmiotem Federacji Rosyjskiej.
W wyniku referendum przeprowadzonego 11 marca 2007, 1 marca 2008 Agińsko-Buriacki Okręg Autonomiczny został włączony w skład Kraju Zabajkalskiego jako obecny Agiński Okręg Buriacki.

## Demografia
- Buriaci – 62,5%
- Rosjanie – 35,1%
- Tatarzy – 0,5%